# Shag Point/Matakaea
Shag Point/Matakaea (Māori: Matakaea) ist ein Küstenvorsprung in der Region Otago auf der Südinsel Neuseelands. In der Mythologie der Māori war hier der Ort, an dem das aus Hawaiki kommende Kanu Araiteuru  kenterte.

## Namensherkunft
Shag wird in der englischen Sprache unter anderem für „Kormoran“ verwendet.

## Geographie
Der Shag Point/Matakaea befindet sich rund 9 km östlich von Palmerston und rund 1,2 km nordöstlich des Mündungsgebietes des Waihemo / Shag River in den Pazifischen Ozean. Zu erreichen ist er über die Shag Point Road, die in der Nähe der kleinen Siedlung Shag Point nördlich der Landspitze vom New Zealand State Highway 1 nach Südosten abzweigt.

## Geologie
Geologisch besteht der Shag Point/Matakaea aus dem als Katiki-Formation bezeichneten Schluffstein. Am nordostwärts ausgerichteten, vorspringenden Küstenabschnitt finden sich die als Katiki Boulders (auch Shag Point Boulders) bezeichnete Ansammlung von ovalen, meist runden bis kugelförmiger Konkretionen / Septarien (insbesondere bei Ebbe sichtbar), die im Kern Fossilien enthalten. Zudem wurde nordwestlich der Landspitze das Fossil eines Plesiosauriers der Art Kaiwhekea katiki gefunden, das sich heute in der Sammlung der University of Otago befindet.

## Schutzgebiet
Teile des Gebietes um den Shag Point/Matakaea wurden als Recreation Reserve zur Erholung und als Scientific Reserve, einer Art Naturschutzgebiet mit beschränktem Zugang, ausgewiesen.